# Dobbelsteen

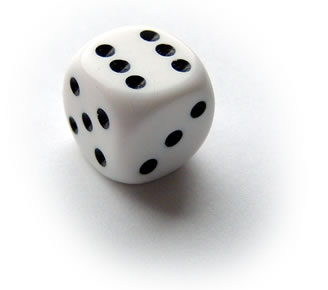
Dobbelsteen

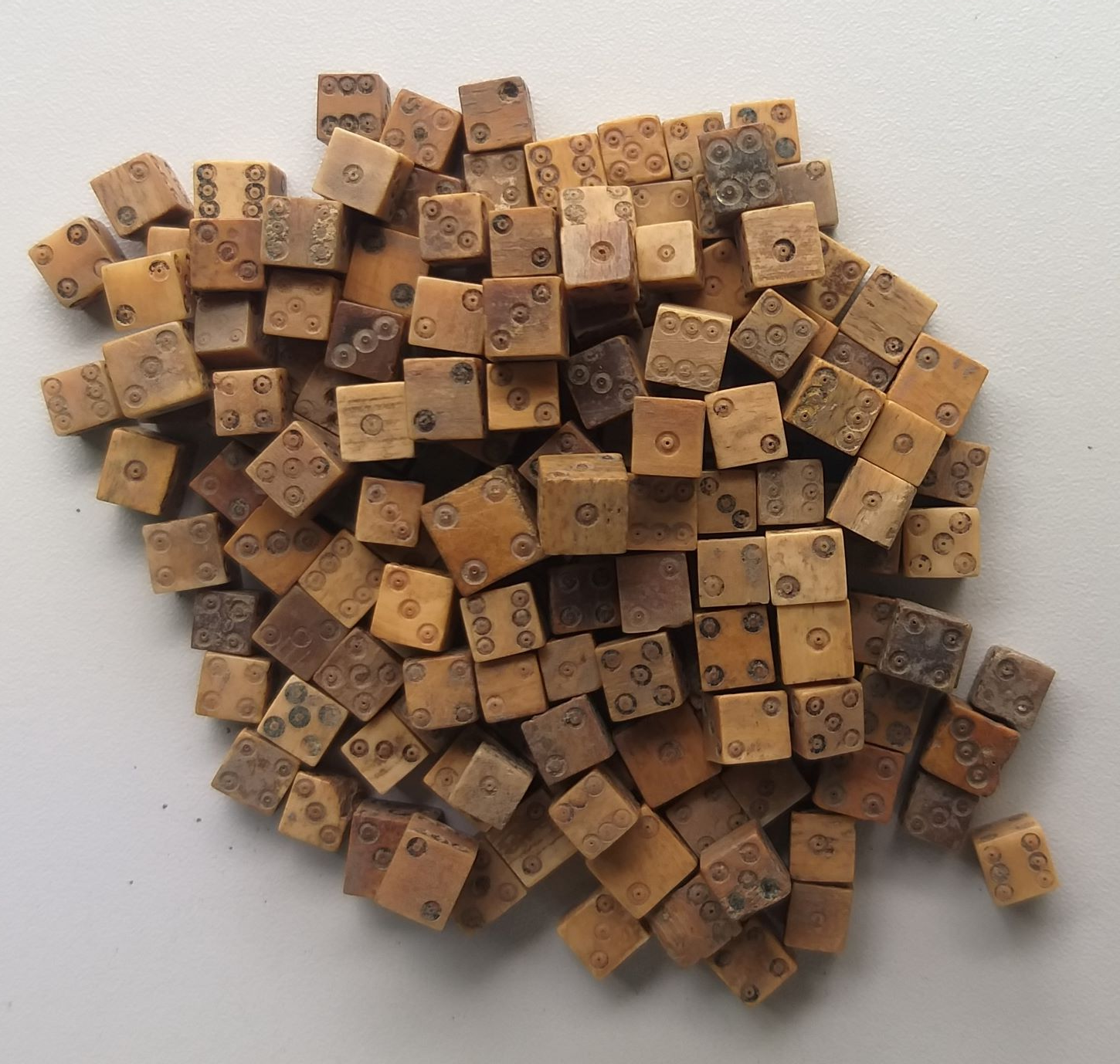
Middeleeuwse benen dobbelstenen uit Poperinge. Dobbelstenen werden in de middeleeuwen vervaardigd uit botten van dieren.

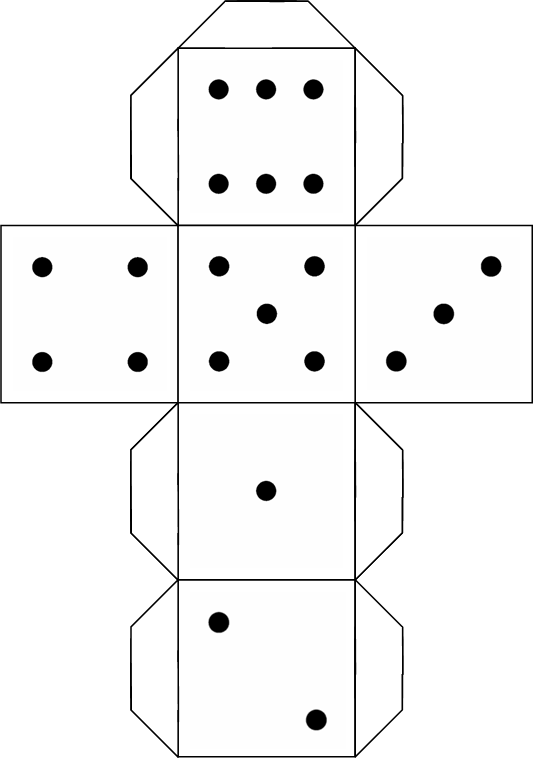
Bouwplaat van een dobbelsteen

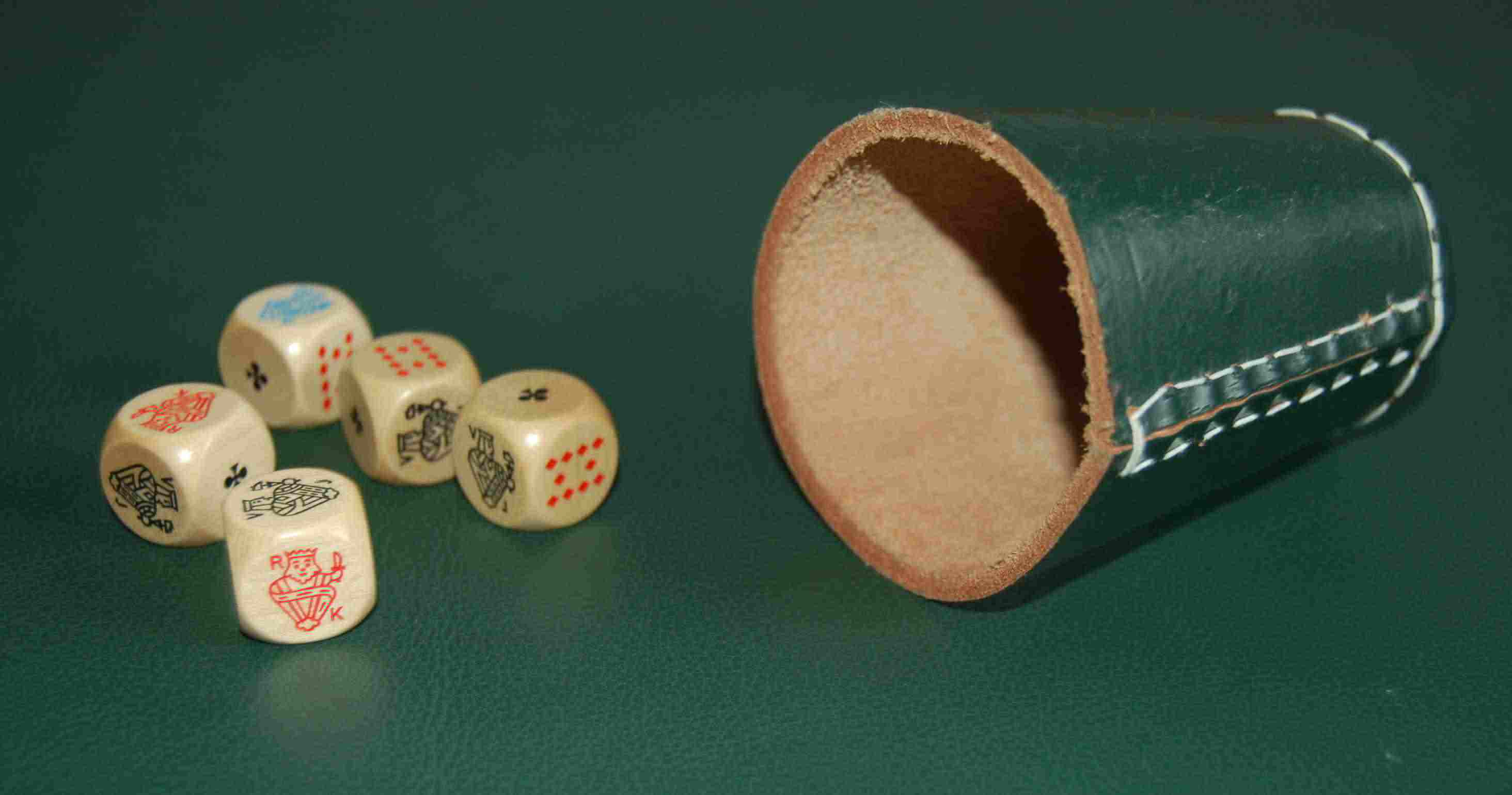
Pokerdobbelstenen en beker

Een dobbelsteen of teerling is in de gebruikelijke uitvoering een kubusvormig voorwerp met op elk van de zijden een van de ogenaantallen 1 tot en met 6. Het woord dobbelsteen verwijst naar het oude spel dobbelen. Door werpen van de dobbelsteen zal een van de zijden min of meer toevallig boven komen. Het aantal ogen op deze zijde wordt als uitkomst van de worp beschouwd. De dobbelsteen fungeert daarmee als toevalsgenerator die, als de dobbelsteen zuiver is, met gelijke kansen van 1⁄6 de getallen 1 t/m 6 voortbrengt.
Dobbelstenen worden gebruikt om in spellen een toevalselement te introduceren, zoals bij dobbelen, gezelschapsspellen en rollenspellen. Bij bijna alle bordspellen waarbij met een of meer dobbelstenen moet worden gegooid, worden zeszijdige dobbelstenen gebruikt. Een moderne dobbelsteen heeft afgeronde hoeken en zijden, waardoor de dobbelsteen beter rolt en het minder voorspelbaar is hoe de dobbelsteen stil komt te liggen.

## Oorsprong
De eerste vondsten van zeskantige dobbelstenen zijn afkomstig uit Tepe Gawra (Noord-Irak), begin 3e millennium v.Chr. Chr., en uit Mohenjo-Daro (een verdwenen stad van de Indusbeschaving in Pakistan), eind 3e millennium v.Chr. Chr. Deze dobbelstenen hebben reeds de vorm van een kubus en zijn gemerkt met ogen. Uit de vroege geschiedenis en oudheid van het Oosten zijn talrijke zeskantige dobbelstenen bewaard gebleven. Dobbelstenen bleven later in India in gebruik en werden ook gebruikt in het klassieke Griekenland en Rome.

## Zuiverheid
Een dobbelsteen behoort zo te zijn gevormd dat elke zijde een even grote kans heeft om boven te komen liggen. Een dobbelsteen die daaraan voldoet heet zuiver. Een dobbelsteen moet dus zuiver worden gemaakt om te voorkomen dat gokspelen worden gemanipuleerd. In werkelijkheid zal elke dobbelsteen wel wat onregelmatigheden hebben, maar als daar geen merkbaar voordeel uit te halen valt, of niet opvalt tijdens een speelsessie, zal deze kunnen doorgaan voor zuiver.
Het is niet altijd even gemakkelijk de dobbelsteen zuiver te maken. Met een statistische toets kan de zuiverheid worden gecontroleerd, maar deze geeft geen absolute zekerheid. Gooit men 600 keer en wijken de uitkomsten ver af van de verwachte 100 keer voor elk vlak, dan is dat een indicatie dat de dobbelsteen niet zuiver is. Maar ook als elk vlak precies 100 keer bovenkomt, is dat geen garantie voor de zuiverheid.

## Uitvoering
Een dobbelsteen is meestal gemaakt uit hard materiaal, tegenwoordig van plastic maar vroeger vaak van bot of steen. Een dobbelsteen is meestal ongeveer 1 tot 4 cm³ groot. De meest gebruikte uitvoeringen hebben ribben van 10 tot 16 mm. Daarnaast bestaan er nog allerlei minidobbelsteentjes, voor reisspelletjes en diverse formaten en vormen 'fun'-dobbelstenen. Een digitale dobbelsteen is een elektronisch apparaatje, webpagina of computerprogramma dat na een druk op een knop een willekeurig aantal ogen toont.
Moderne dobbelstenen worden van plastic gegoten. De ogen zijn holtes die meestal geverfd zijn. Precisiedobbelstenen voor professioneel gebruik, bijvoorbeeld in casino's, hebben geboorde ogen. 

## Soorten dobbelstenen
Er zijn tegenwoordig ook dobbelstenen met andere aantallen genummerde zijden. Dit zijn meestal regelmatige veelvlakken of daarop gebaseerde lichamen. Er zijn ook varianten van de kubusvormige dobbelsteen met een kleur of andere afbeeldingen op de zijden, afhankelijk van de toepassing.
De meest gebruikte dobbelsteen is kubusvormig en heeft op de zes zijden de ogenaantallen 1 t/m 6, bij uitzondering als cijfers gegeven. Bij de gebruikelijke zestallige dobbelsteen tonen de vlakken haast nooit cijfers, maar een aantal punten, ogen genoemd, volgens een vast patroon gerangschikt. De hieronder genoemde afwijkende dobbelstenen hebben meestal niet de traditionele ogen, maar cijfers, soms te beginnen bij 1, soms bij 0.
Er bestaan ook dobbelstenen met een ander aantal vlakken. Hierboven is reeds gezegd dat een zuivere dobbelsteen niet bestaat, door onregelmatigheden in het materiaal, maar in theorie is een zuivere dobbelsteen gemakkelijk te maken als de vorm een regelmatig veelvlak is, dat betekent met 2, 4, 6, 8, 12 of 20 vlakken. Er zijn nog meer mogelijkheden. Een manier om snel het type dobbelsteen te benoemen is dn (of Dn), waarbij 'd' staat voor 'dobbelsteen' en n voor het aantal zijden van de dobbelsteen. Zo wordt een normale, gangbare zeszijdige dobbelsteen afgekort tot d6, een achtzijdige dobbelsteen tot d8.
- d2: Een munt kan worden gebruikt als tweezijdige dobbelsteen.
- d3: Een driezijdige dobbelsteen heeft de vorm van een 'driezijdig prisma'. De punten zijn afgerond zodat de dobbelsteen niet daarop blijft liggen.
- d4: Een vierzijdige dobbelsteen heeft meestal de vorm van een tetraëder of viervlak. Er is bij zo'n dobbelsteen geen bovenvlak en de cijfers staan op de zijvlakken. In de oudheid had men dobbelstenen waarvan twee tegenoverliggende zijden niet vlak waren afgewerkt, zodat er maar vier waarden mogelijk waren.
- d8: Een achtzijdige dobbelsteen heeft de vorm van een regelmatig achtvlak.
- d10: Tienzijdige of decimale dobbelstenen worden vaak gebruikt bij kansrekening. Sommige decimale dobbelstenen hebben de vorm van een regelmatig twaalfvlak, waarbij twee overliggende zijden niet vlak zijn afgewerkt, zodat de dobbelsteen daar niet tot rust zal komen. Er zijn ook decimale dobbelstenen met 20 vlakken, waarbij ieder cijfer twee keer voorkomt. De cijfers zijn meestal 0-9. Soms gebruikt men twee decimale dobbelstenen, de ene genummerd van 0 tot 9 en de ander van 00 tot 90. zodat door optelling een waarde van 00 tot 99 ontstaat. Elk totaal is dan even waarschijnlijk, wat niet het geval is als men de waarden van twee gewone dobbelstenen optelt, zoals in veel spelletjes gebeurt.
- d12: Een twaalftallige dobbelsteen heeft de vorm van een twaalfvlak.
- d16
- d20: Een twintigtallige dobbelsteen heeft de vorm van een twintigvlak. Hij kan bestaan met de nummers 1-20 of 0-19. De d20 wordt gebruikt in het d20 System.
- d30 en d100: Dertig- en honderdtallig. Deze laatste heet een Zocchihedron[1] en wordt hoofdzakelijk gebruikt bij rollenspellen.

Een dobbelsteen met zeer veel vlakken, zoals een d100, is onpraktisch in het gebruik. Doordat de dobbelsteen bijna rond is, duurt het lang voordat hij tot rust komt. Men moet nauwkeurig kijken om te zien welk vlak boven ligt en het opschrift is klein. In plaats van d100 gebruikt men liever twee keer d10, de ene genummerd 0-9 en de andere 00-90.

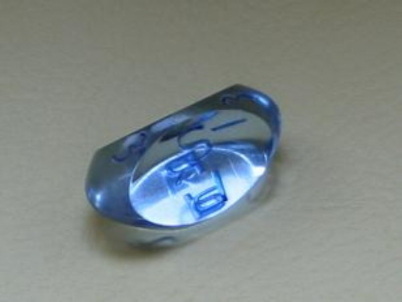
d3
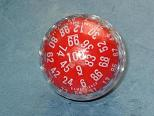
d100
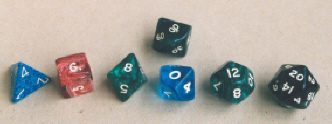
d4 d6 d8 d10 (2×) d12 d20
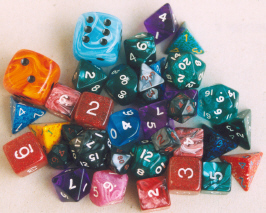
Dobbelstenen

Indien er geen d2 voorhanden is, kan men ook een d6 gebruiken en afspreken dat  tot en met  voor 1 staat en  tot en met  voor 2, maar eenvoudiger is het om een muntstuk te nemen en kop of munt te gooien.
Als d3 kan men ook een d6 gebruiken, de worpen  en  kunnen dan als 1 gezien worden, de getallen  en  als 2 en de getallen  en  als 3.
Tegenwoordig worden de zijden van een d6 ook wel bedrukt met 2 maal een 1, 2 maal een 2 en 2 maal een 3 om zo een d3 te simuleren.
Voor het simuleren van een d4 of d5 met een beschikbare d6, is er de mogelijkheid een uitkomst  (of ) ongeldig te laten zijn en nog eens te gooien. Deze methode kan gebruikt worden bij chess960 om de schaakstukken op te stellen.

### Indeling van de vlakken

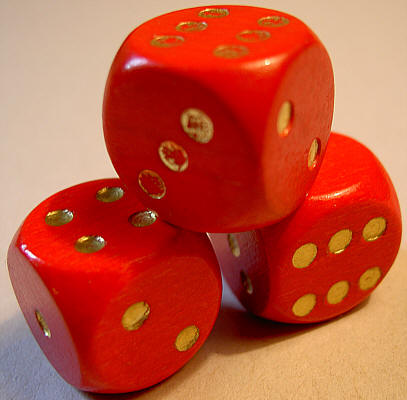
Drie kubusvormige dobbelstenen. De linker dobbelsteen heeft niet de gebruikelijke indeling.

Bij de traditionele zeszijdige dobbelsteen is de indeling bijna altijd dezelfde, uitzonderingen zijn zeldzaam. De som van twee tegenoverliggende vlakken samen is altijd 7. Houdt men een dobbelsteen met de  boven en de  rechts, dan is dus de  links en de  onder. Er is echter meer: in de regel is de  voor en de  achter. 
Wat de vlakken  betreft, de ogen kunnen bij elk van deze vlakken in twee standen staan, dus ook  . Dit is willekeurig. Bij de drie afgebeelde dobbelstenen staan  en  in dezelfde richting, maar bij de donkerblauwe dobbelsteen is  afwijkend.
Ook bij veel dobbelstenen met meer zijden is het zo dat de som van de getallen op tegenoverliggende vlakken het aantal zijden plus 1 bedraagt.

## Dobbelstenen gooien

### Twee dobbelstenen
Bij veel spelletjes wordt er met twee dobbelstenen gegooid, waarbij de waarden worden opgeteld. Niet ieder ogenaantal is dan even waarschijnlijk. De waarschijnlijkste worp is 7 met kans 1⁄6, want die kan op zes manieren (1+6, 2+5, 3+4, 4+3, 5+2, 6+1) gerealiseerd worden, terwijl de ogenaantallen 2 en 12 elk maar op één manier tot stand kunnen komen en dus een kans van 1⁄36 hebben.

### Dobbelstenen zonder ogen of cijfers
Bij sommige spelen worden dobbelstenen gebruikt waarop niet de gebruikelijke ogen staan.
- Pokerdobbelstenen zijn voorzien van speelkaart-afbeeldingen: negen, tien, boer, dame, heer en aas. Deze dobbelstenen worden gebruikt bij chapeau.
- Bij woordspellen, zoals Boggle, wordt gebruikgemaakt van dobbelstenen met letters. Na het werpen moeten dan woorden gevormd worden met de letters die bovenop liggen.
- In het spel Warhammer wordt voor de artillerie ook gebruikgemaakt van twee afwijkende dobbelstenen, een met de waarden: 2, 4, 6, 8, 10, MISFIRE, en een met aan twee (tegenoverliggende) zijden het woord 'Hit' en op alle andere zijden een pijltje.
- In het kleuterspel Kleurentorentjes wordt een dobbelsteen gebruikt met een kleur aan elke kant.
- In het spel Pisa wordt een dobbelsteen gebruikt met vlakken in de kleuren groen (1×), blauw (1×), rood (2×) en wit (2×).
- Ook in de Jenga-variant Timber wordt een dobbelsteen met kleuren gebruikt. De kleuren zijn rood, blauw en geel, twee van elk.
- Er bestaan dobbelstenen waarop handen zijn afgebeeld, om het spel steen, papier, schaar te spelen.

### Scoredobbelstenen
Een scoredobbelsteen is niet bedoeld om mee te werpen en in een toevallige stand te komen. Dit is dus eigenlijk geen dobbelsteen. De steen wordt neergelegd met een bepaalde waarde boven. De opeenvolgende waarden liggen vaak naast elkaar, zodat snel de volgende waarde gevonden kan worden.
Bij backgammon wordt een kubus gebruikt met de getallen 2, 4, 8, 16, 32, 64. Een verdubbeling van de score wordt aangegeven door de steen met een bepaalde zijde boven te leggen. 

Paschier Joostens, De Alea, 1642

## Wetenswaardigheden
- Een beroemde uitspraak van Albert Einstein is Gott würfelt nicht, God dobbelt niet.[2] De dobbelsteen staat hier voor een gedachte die geformuleerd werd in de kwantummechanica, namelijk dat sommige elementaire fysische processen fundamenteel onvoorspelbaar zijn, en dus nooit (ook niet met ideale meetapparatuur) tot een deterministische oorzaak-gevolg relatie te herleiden zijn. Einstein bedoelde met zijn uitspraak dat het gedrag van de mechanica volkomen voorspelbaar is als de begintoestand bekend is. Tegenwoordig overheerst de mening dat Einstein zich vergiste.
- In China zien de dobbelstenen er nauwelijks anders uit dan in de westerse wereld. De vlakken zijn in spiegelbeeld (zie #Indeling van de vlakken hierboven). De , het getal van de dood, is rood en de  ook. Verder is de indeling van de 2 ogen op de  anders (evenwijdig aan de ribben). De overlevering vertelt dat een keizer aan het dobbelen was met een prinses, waarbij de keizer steeds verloor. Uiteindelijk wierp de keizer dubbel , waardoor hij het spel eindelijk een keer won. De keizer beval toen dat op alle dobbelstenen in het land de  rood moest worden gemaakt.
- Dobbelstenen zijn een van de lijdenswerktuigen van Christus, omdat de soldaten met elkaar dobbelden om zijn kleren te verdelen.
- Toen Julius Caesar zijn mannen aansprak om de Rubicon over te steken, zei hij, nadat ze het eens waren: Alea iacta est. Dat wordt in het Nederlands vertaald met de teerling is geworpen, maar hierin is teerling synoniem met dobbelsteen. Hiermee wordt verwezen naar een kansspel met een dobbelsteen: men kan een bedrag inzetten en gokken op een bepaalde uitkomst, eventueel de inzet veranderen of besluiten niet mee te doen, maar als de dobbelsteen eenmaal is geworpen, kan men niet meer terug.
- Er zit ook in een Magic 8-Ball een dobbelsteen verwerkt.